# مورتال كومبات: خداع
مورتال كومبات: خداع (بالإنجليزية: Mortal Kombat: Deception)‏ ، هي لعبة فيديو من نوع ألعاب قتال أنتجت عام 2004.

## وصلات خارجية
- الموقع الرسمي
- Mortal Kombat: Deception at موبي جيمز